# Campo de Fútbol de Vallecas
Il Campo de Fútbol de Vallecas, già noto come Stadio Teresa Rivero, è uno stadio di calcio situato nel popolare quartiere di Vallecas, sud-est di Madrid (Spagna), ed è lo stadio della squadra calcistica del Rayo Vallecano. Esso è situato tra le vie Fofò Clown (dove si trova l'ufficio), Arroyo del Olivar e Avenida de la Albufera (dove vi è il negozio ufficiale della squadra, in un angolo dello stesso stadio).

## Storia
Costruito nel 1973 al posto del vecchio Vallecas, ha una capienza di 14.708 posti a sedere. In passato le tribune poste vicino al campo erano destinate ai posti in piedi, e per questo lo stadio poteva ospitare 20.000 persone. Nel 1996 l'UEFA modificò il regolamento relativo agli stadi per la Prima e la Seconda Divisione, e per questa ragione la capienza fu ridotta a 15.500 posti.
In un primo momento fu chiamato "Nuevo Estadio de Vallecas", poi nel 1992 la famiglia Ruiz-Mateos rilevò il club e nel 1994 Teresa Rivero (moglie di José María Ruiz-Mateos) diventò la prima donna presidente di un club calcistico di Primera División; per questa ragione dal gennaio del 2004 al 2011 lo stadio ha portato il suo nome.
Nel 2011 il Rayo Vallecano ha iscritto lo stadio nella Liga de Fútbol Profesional (LFP) con la denominazione "Campo de Fútbol de Vallecas", malgrado il fatto che i tifosi, con un referendum, avessero scelto il nome di Estadio de Vallecas.
Dietro a una delle due porte non sono presenti tribune, ma solo cartelloni pubblicitari o persino una raffigurazione verosimile della tifoseria, mentre dietro l'altra porta ci sono gli ultras del Rayo, i "Bukaneros".
Può essere raggiunto con la Metro dalla stazione di Portazgo della Línea 1.
Nel 2009 ha ospitato la Fase Finale della prima edizione della Liga Superibérica di rugby.
È anche il punto d'arrivo della San Silvestre Vallecana.
Nel giugno del 2009 il club ha pensato alla progettazione di un nuovo stadio, ma il proposito è stato rimandato, vista la gravità della crisi economica.
Nel marzo del 2011 sono state eliminati i fossati che circondavano il terreno di gioco per separarlo dalle tribune. Fino a quel momento il Campo de Fútbol de Vallecas era l'unico in Spagna ad avere i fossati di "sicurezza", e il suo smantellamento era da anni uno dei desideri più sentiti dalla tifoseria vallecana. Per soddisfare la nuova normativa che richiede una distanza minima tra il terreno di gioco e gli spettatori, è stato anche necessario eliminare le due prime file delle tribune lunghe ma non quelle della curva, posizionata a distanza adeguata. Dopo la rimozione di queste file, la capienza dello stadio è diminuita di 792 posti, arrivando a 14.708.
Il 23 settembre del 2012 alcuni spettatori sono entrati nello stadio e hanno tagliato i cavi dell'impianto di illuminazione: per questo la partita tra Rayo e Real Madrid (che si sarebbe dovuta giocare alle 21:30 GMT+1) fu sospesa per mancanza di luce, e l'incontro fu giocato il giorno successivo alle 19:45 GMT+1. I fatti furono denunciati alle autorità.

## Concerti
Ha ospitato concerti di grandi nomi della musica internazionale, tra cui Bob Dylan nel 1980, Miguel Ríos, Luz Casal e Leño nel 1983, i Barricada nel 1986, i Metallica nel 1992. I Queen vi hanno suonato il 3 agosto del 1986, il penultimo concerto del gruppo inglese in terra spagnola, e il terzultimo della storia del gruppo con la formazione originale: due giorni dopo suonarono a Marbella.